# Kai Wehmeier
Kai Frederick Wehmeier (* 15. März 1968 in Summit, New Jersey) ist ein deutsch-amerikanischer Logiker und Philosoph. Er ist Professor für Logik und Wissenschaftsphilosophie an der University of California, Irvine.

## Biografie
Nach dem Abitur 1987 am Ratsgymnasium in Gladbeck studierte Wehmeier ab 1989 Mathematik, Mathematische Logik und Philosophie in Münster, Berkeley, Hagen und Bochum. 1996 promovierte er im Fach Mathematische Logik mit der Dissertation Semantical Investigations in Intuitionistic First-order Arithmetic bei Justus Diller in Münster. Seit 2002 forscht und lehrt er an der UC Irvine, zunächst als Assistant Professor, ab 2004 als Associate Professor und seit 2010 als Professor im Institut für Logik und Wissenschaftsphilosophie. Seit 2013 fungiert er darüber hinaus als Gründungsdirektor des Center for the Advancement of Logic, its Philosophy, History, and Applications (C-ALPHA) der dortigen Sozialwissenschaftlichen Fakultät.

## Forschung
Wehmeiers Arbeiten fallen hauptsächlich in zwei Gebiete, nämlich frühe analytische Philosophie (insbesondere Frege und Wittgenstein) und philosophische Logik (einschließlich ihrer Beziehungen zu Sprachphilosophie und Metaphysik).
In der Frege-Forschung ist Wehmeier u. a. bekannt durch den Nachweis, dass Freges Grundgesetz V mit einer eingeschränkten Version des zweitstufigen Komprehensionsprinzips (der sogenannten {\displaystyle \Delta _{1}^{1}}-Komprehension) konsistent ist, dass sich also die Russellsche Antinomie in einem solchen Teilsystem der Fregeschen Theorie nicht ableiten lässt. Mit Bezug auf Wittgenstein hat er eine Präzisierung und Erweiterung der Theorie der Identität des Tractatus vorgelegt sowie eine Rekonstruktion der Logik des dort eingeführten N-Operators.
In der philosophischen Logik beschäftigt sich Wehmeier v. a. mit der Modallogik und der Problematik ihrer Anwendung auf natürliche Sprachen. Er vertritt die Auffassung, dass herkömmliche modallogische Sprachen in dem Sinne irreführend sind, dass sie die logischen Rollen von Indikativ und Konjunktiv nicht hinreichend berücksichtigen. In seiner alternativen konjunktivischen Modallogik (subjunctive modal logic) stellt sich deshalb z. B. Kripkes modales Argument gegen die Kennzeichnungstheorie der Eigennamen als Fehlschluss heraus. Wehmeier hat daneben die aus seiner Analyse des Tractatus gewonnene Identitätstheorie zum Anlass genommen, die Existenz einer objektuellen Identitätsrelation in Frage zu stellen.

## Schriften (Auswahl)
- Kai F. Wehmeier. 1999. "Consistent Fragments of Grundgesetze and the Existence of Non-Logical Objects," Synthese 121, pp. 309–328.
- Kai F. Wehmeier. 2004. "In the Mood," Journal of Philosophical Logic 33, pp. 607–630.
- Kai F. Wehmeier und Peter Schroeder-Heister. 2005. "Frege’s Permutation Argument Revisited", Synthese 147, pp. 43–61.
- Kai F. Wehmeier. 2012. "How to live without identity---and why," Australasian Journal of Philosophy 90, pp. 761–777.
- Brian Rogers und Kai F. Wehmeier. 2012. "Tractarian first-order logic: Identity and the N-operator," Review of Symbolic Logic 5, pp. 538–573.
- Kai F. Wehmeier. 2012. "Subjunctivity and Cross-World Predication," Philosophical Studies 159, pp. 107–122.
- Kai F. Wehmeier. 2013. "Subjunctivity and Conditionals," The Journal of Philosophy 110, pp. 117–142.